# Rami Levy Chain Stores

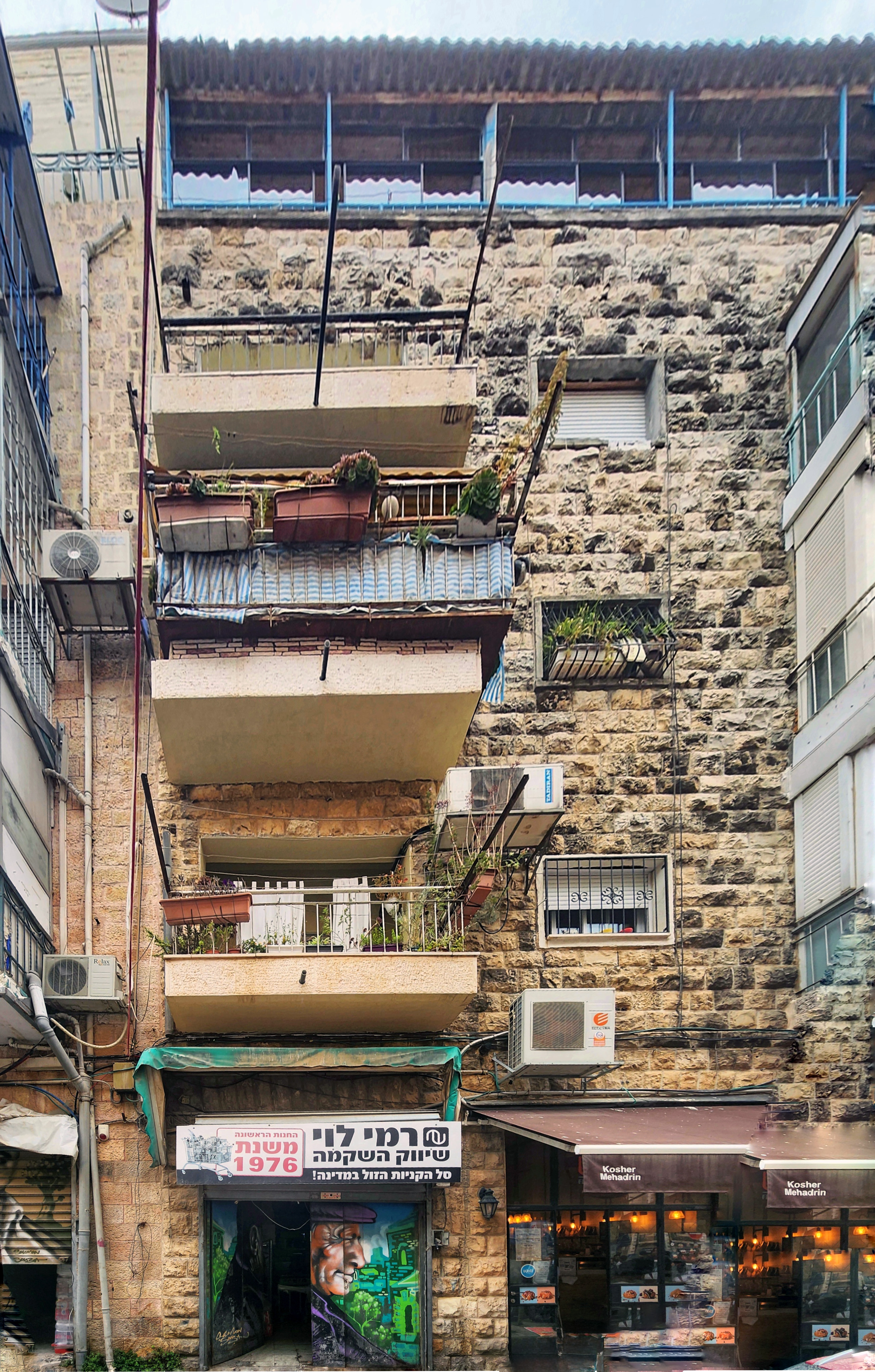
Das erste Rami Levy-Geschäft, gegründet 1976.

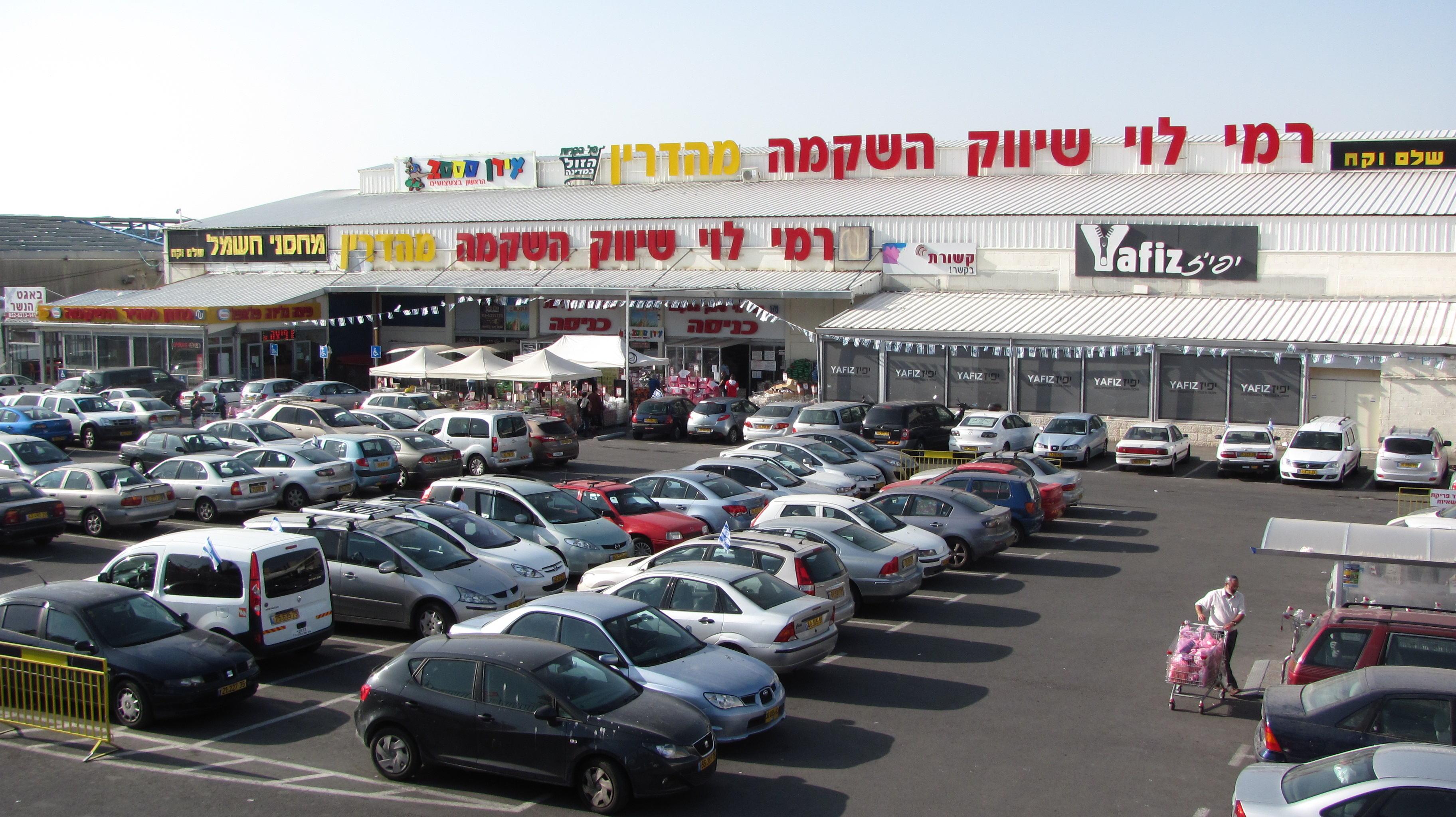
Rami Levy Supermarkt

Die  Rami Levy Shivuk Hashikma 2006 Ltd. Group (hebräisch רָמִי לֵוִי שִׁוּוּק הַשִּׁקְמָה בָּעָ״מ Ramī Lewī Schiwwūq haSchiqmah BʿA"M, deutsch ‚Vermarktung der Sykomoren Rami Levy GmbH‘) ist der drittgrößte israelische Lebensmitteleinzelhändler, nach Schufersal und Alon Holding–Blue Square Ltd. Sie betreibt 56 Discount-Supermärkte. Die Gruppe ist auch als Großhändler tätig und vertreibt Lebensmittel und Haushaltsreiniger an kleinere Geschäfte, Institutionen und Restaurants im Raum Jerusalem. Zur Rami Levy Gruppe gehören die folgenden Unternehmen: Rami Levy Communications, Good-Pharm, Cofix und Super-Cofix. 2022 betrug der Umsatz 7,04 Milliarden NIS und der Gewinn 173,3 Millionen NIS.

## Geschichte
Das Unternehmen wurde 1976 von Rami Levy auf dem Markt Machaneh Jehudah in Jerusalem als Gemüsestand gegründet. Rami Levy führte als dyslektischer Schulabbrecher aus Kurdistan den Stand seines Großvaters. Wenn er Kunden bediente, stellte Rami Levy fest, dass viele von ihnen Waren zu Großhandelspreisen kaufen wollten. Die meisten Großhandelslieferanten konnten diese Art von Verkauf in kleinen Mengen nicht bewältigen, und so fasste er den Entschluss, der schließlich zur Entstehung seines gesamten Imperiums führte: Er verkaufte seine Waren an Endkunden zu Großhandelspreisen. In Nordamerika war eine ähnliche Revolution unter der Bezeichnung "Cash and Carry" bereits seit einiger Zeit erfolgreich. Zu Beginn machte Rami Levy damit keinen Gewinn, nach zwei Jahren war sein Stand jedoch auf 100 m² angewachsen. Sieben Jahre später auf 200 m². 1992 eröffnete er seinen ersten Supermarkt. 2000 hatte er bereits einige Supermärkte in Jerusalem. Die Rami Levy Shivuk Hashikma 2006 Ltd. übernahm im Jahr 2006 als Holding die Geschäfte der seit 1976 tätigen Supermarktkette. Im Mai 2007 ging das Unternehmen an die Börse Tel Aviv.

## Wohltätigkeit
Rami Levy Shivuk Hashikma spendet jährlich 7 Millionen NIS. Während der Feiertage Rosch ha-Schana und Pessach verteilt die Kette Gutscheine an über 5.000 Familien für Einkäufe in ihren Filialen. Darüber hinaus beteiligt sich die Kette auch an vielen anderen wohltätigen Aktivitäten, die der Gemeinschaft zugutekommen. Rami und Adina Levy, die Eigentümer des Unternehmens, fühlen sich sehr privilegiert, anderen auf diese Weise zu helfen.